# Caoimhín Kelleher
Caoimhín Odhrán Kelleher, född 23 november 1998 i Cork, är en irländsk fotbollsmålvakt som spelar för Premier League-klubben Liverpool. Han representerar även det irländska landslaget.

## Klubbkarriär
Kelleher gick med i Liverpools akademi från irländska Ringmahon Rangers sommaren 2015. Han spelade regelbundet för Liverpool under deras försäsongsprogram 2018 och var en del av den trupp som reste till USA för Liverpools sommarturné. I augusti 2018 tecknade han ett nytt kontrakt med Liverpool. 
2019 var han med på avbytare vid UEFA Champions League-finalen mot Tottenham Hotspurs där Liverpool vann med 2-0. Han blev den 12:e irländska fotbollsspelaren som vunnit cupen och den första i över ett decennium. Trots att han fortfarande återhämtade sig efter en handledsskada, var Kelleher med på bänken inför Liverpools final i Uefa Super Cup 2019 mot Chelsea i Istanbul på grund av frånvaron av förstahandsvalet Alisson.
Han gjorde sin tävlingsdebut för klubben den 25 september 2019 i en EFL Cup-match i tredje omgången och höll nollan mot League One-klubben Milton Keynes Dons. Han fick den 1 december 2020 förtroende från Jürgen Klopp att gå från tredje till första målvakt i 1–0-segern mot Ajax i Champions League. Fem dagar senare utsågs Kelleher som första målvakt i Premier League mot Wolverhampton Wanderers. Han höll lyckades hålla nollan även i den matchen som slutade 4–0, vilket var hans tredje nolla i rad för klubben. 22 år och 13 dagar blev Kelleher den tredje yngsta Liverpool-målvakten som hållit nollan i Premier League och den yngsta som gjorde det vid sin första ligamatch.
I juni 2021 förlängde Kelleher sitt kontrakt i Liverpool fram till 2026.

## Meriter

### Liverpool
- FA-cupen: 2022
- Engelska Ligacupen: 2022, 2024
- Community Shield: 2022
- UEFA Super Cup: 2019
- VM för klubblag: 2019